# Berovci
Berovci (makedonska: Беровци) är en ort i Nordmakedonien. Den ligger i kommunen Prilep, i den centrala delen av landet, 80 kilometer söder om huvudstaden Skopje. Berovci ligger 631 meter över havet och antalet invånare är 357.